# Khutuktu
Khutuktu (mongol : ᠬᠤᠲᠤᠭᠲᠤ, translit. hütügtü ; mongol cyrillique : Хутагт, translit. Khutagt) est un titre de lama du bouddhisme tibétain (bouddhisme vajrayana) chez les Mongols et parfois les Tibétains.
Le titre de rang le plus élevé pour les khutuktu sont :
- Jebtsundamba Khutuktu en Mongolie-Extérieure, devenue Mongolie, indépendante en 1924.
- ǰanggiya Khutuktu en Mongolie-Intérieure, restée en Chine.

Le titre de Pagbalha Hutuktu est un titre d'incarnation de bouddha vivant du monastère de Galden Jampaling à Chamdo, dans la Région autonome du Tibet.
Ce nom a également été donné à Qutugku Khan, Khagan de l'Empire mongol et de la dynastie Yuan.